# 2459 Spellmann
2459 Spellmann eller 1980 LB1 är en asteroid i huvudbältet som upptäcktes den 11 juni 1980 av den amerikanska astronomen Carolyn S. Shoemaker vid Palomar-observatoriet. Den är uppkallad efter upptäckarens far, Leonard Spellmann.
Asteroiden har en diameter på ungefär 17 kilometer och den tillhör asteroidgruppen Eos.